# Nokia N81
Le Nokia N81 est un téléphone mobile de Nokia sorti en 2007. 
Il peut se connecter à des réseaux 3G et Wi-Fi, il peut recevoir la radio FM, son système d'exploitation est Symbian 9.2, il dispose d'un appareil photo de 2 MPixels. Il est de type slider (coulissant).
Il existe dans une version qui dispose d'une compatibilité avec les cartes microSD HC, de 8 Go lors de son lancement, avec un maximum de 32 Go à l'heure actuelle.
Lors de son lancement, les prix constatés étaient de 549 euros TTC et de 649 euros TTC pour la version 8 Go.

## Caractéristiques
- Système d'exploitation Symbian OS  9.2
- Processeur : ARM 11, 369 MHz Freescale MX300-30
- GSM/EDGE/3G
- 102 × 50 × 17,9 mm pour 140 grammes
- Écran de 2,4 pouces de définition 240 × 320 pixels et 16 millions de couleurs
- Batterie de 1 050 mAh
- Mémoire : 12 Mo
- Appareil photo numérique de 2 MégaPixels avec un objectif Carl Zeiss
- Wi-Fi b,g
- Bluetooth
- Vibreur
- Radio FM
- DAS : 1,15 W/kg.